# Mesungulatidae
Mesungulatidae — вимерла родина ссавців викопного ряду дріолестід (Dryolestida), що існувала у пізній крейді у Південній Америці. Це були великогабаритні рослиноїдні або всеїдні тварини. Вони є серед домінуючих ссавців у пізньокрейдових південноамериканських відкладеннях.